# Georg Gehring
Georg Gehring (* 14. November 1903 in Frankenthal; † 31. Oktober 1943 in Stettin) war ein deutscher Ringer aus Ludwigshafen am Rhein, der seine Erfolge im griechisch-römischen Stil erzielte.

## Werdegang
Er war von sportlicher, athletischer Gestalt, wog ca. 105 kg und war auch ein guter Leichtathlet und Gewichtheber. Seine internationalen Erfolge begannen bereits 1921 mit dem Gewinn der Jugend-Europameisterschaft. Diese Erfolge setzten sich dann bis 1941 mit Höhen und Tiefen fort. Er kämpfte mit allen damaligen Weltklasseringern und konnte die meisten von ihnen wenigstens einmal besiegen. Seine Kämpfe gegen die Schweden Carl Westergren und Rudolf Svensson, gegen den Finnen Hjalmar Nyström und gegen Kurt Hornfischer, Nürnberg und Willi Müller (Köln) schrieben Ringergeschichte.
Im Jahre 1932 hatte es Georg Gehring in der Hand, in Los Angeles Olympiasieger im Schwergewicht, griechisch-römischer Stil, zu werden. In einem der Vorrundenkämpfe hatte er dort den Schweden Carl Westergren, der als sein härtester Rivale galt, nach Punkten besiegt. In seinem nächsten Kampf verlor er aber völlig überraschend gegen den Tschechen Josef Urban, den er vorher bei mehreren Anlässen schon besiegt hatte und rutschte damit auf den undankbaren 4. Platz ab. Bei der Eröffnungsfeier der Spiele war er Fahnenträger der deutschen Mannschaft.
Ab 1933 stand er in Deutschland im Schatten von Kurt Hornfischer aus Nürnberg. 1936 schaffte er es aber, sich im griechisch-römischen Stil für die Olympischen Spiele in Berlin zu qualifizieren. Da dem dreifachen Europameister Hornfischer aber in diesem Stil größere Gewinnaussichten zugetraut wurden, musste Georg Gehring in Berlin im freien Stil, der ihm nicht so gut lag, antreten und kam in dieser Stilart auch nur auf den 7. Platz.
In elf Länderkämpfen blieb Georg Gehring für die deutsche Mannschaft elfmal siegreich. Er starb mit nur 39 Jahren 1943 in Stettin.

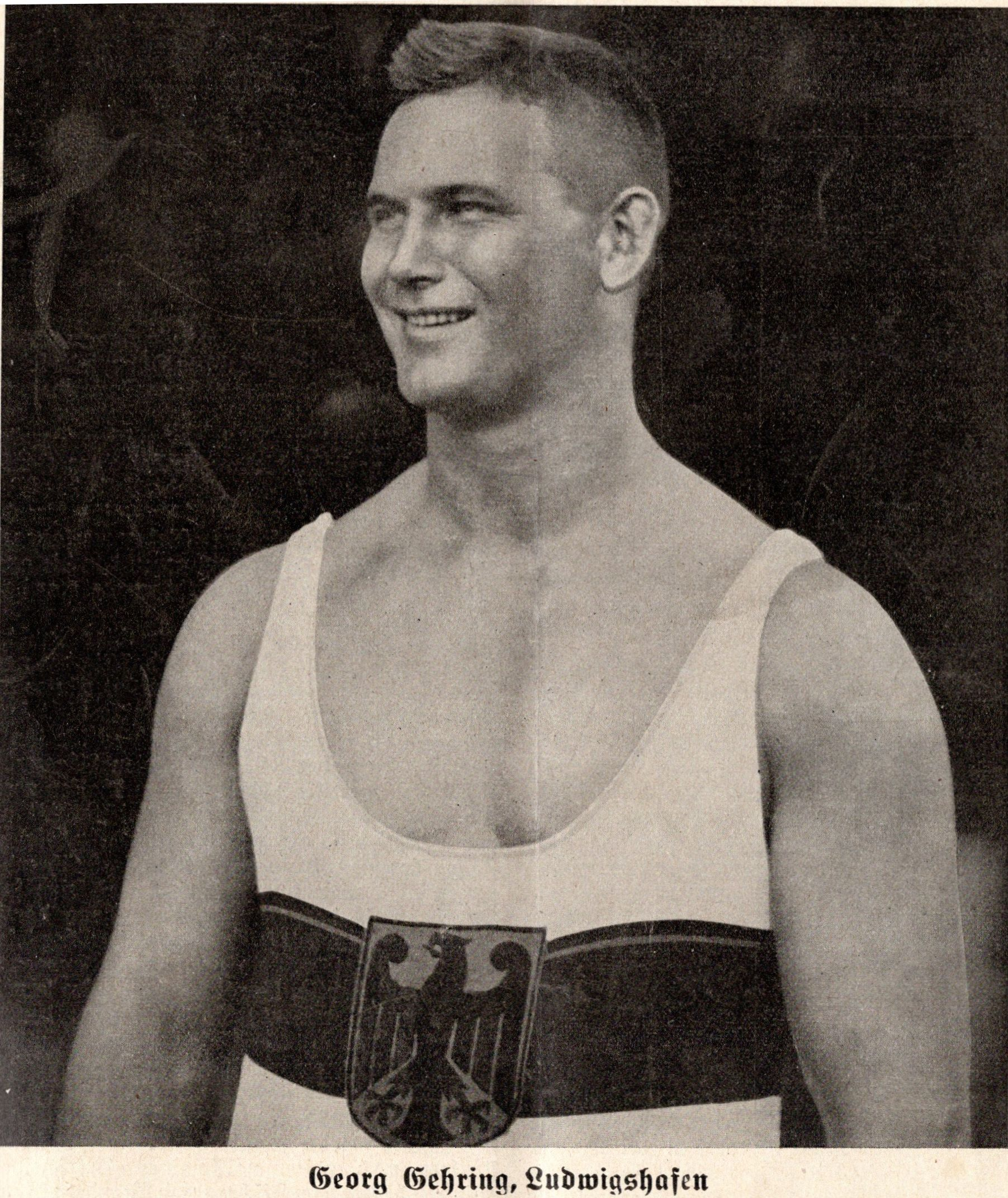
Georg Gehring

## Internationale Erfolge
| Jahr | Platz  | Wettbewerb                   | Stil | Gewichtsklasse | |
| 1925 | 4.     | EM in Mailand                | GR   | Schwer         | mit einem Sieg über Aleardo Donati, Italien und Niederlagen gegen Edmond Dame, Frankreich u. Raymund Badó, Ungarn                                                                       |
| 1926 | 1.     | EM in Riga                   | GR   | Schwer         | mit Siegen über Stefan Dömeny, Ungarn, Josef Urban, Tschechoslowakei u. Johan Richthoff, Schweden                                                                                       |
| 1928 | Bronze | OS in Amsterdam              | GR   | Schwer         | mit Siegen über Alejardo Donati, S. de Lafranchi, Frankreich, Emil Larsen, Dänemark u. Mehmet Çoban, Türkei u. Niederlagen gegen Hjalmar Nyström, Finnland u. Rudolf Svensson, Schweden |
| 1929 | 1.     | Intern. Turnier in Straßburg | GR   | Schwer         | vor Edmond Dame, Frankreich |
| 1929 | 1.     | EM in Dortmund               | GR   | Schwer         | mit Siegen über Nikolaus Hirschl, Österreich, de Jong, Niederlande, Hjalmar Nyström u. Rudolf Svensson                                                                                  |
| 1930 | 3.     | EM in Stockholm              | GR   | Schwer         | mit einem Sieg über Josef Urban u. Niederlagen gegen Johan Richthoff u. Hjalmar Nyström                                                                                                 |
| 1931 | 3.     | EM in Prag                   | GR   | Schwer         | mit Siegen über Otto Viikberg, Estland u. Aleardo Donati u. Niederlagen gegen Carl Westergren, Schweden u. Hjalmar Nyström                                                              |
| 1932 | 2.     | Intern. Turnier in Wien      | GR   | Schwer         | hinter Nikolaus Hirschl, Österreich, vor Josef Klapuch, Tschechoslowakei |
| 1932 | 4.     | OS in Los Angeles            | GR   | Schwer         | mit Siegen über Aleardo Donati u. Carl Westergren u. einer Niederlage gegen Josef Urban                                                                                                 |
| 1936 | 7.     | OS in Berlin                 | F    | Schwer         | mit einem Sieg über Mehmet Çoban u. Niederlagen gegen Willi Bürki, Schweiz u. Josef Klapuch, Tschechoslowakei                                                                           |
| 1937 | 5.     | EM in Paris                  | GR   | Schwer         | mit einem Sieg über Peter Larsen, Dänemark u. Niederlagen gegen Kristjan Palusalu, Estland u. Josef Klapuch                                                                             |

## Deutsche Meisterschaften
| Jahr | Platz | Stil | Gewichtsklasse | Ergebnis                                                         |
| 1923 | 2.    | GR   | Schwer         | hinter Fritz Eichholz, Oberhausen, vor Hinterstoißer, Pirmasens  |
| 1925 | 1.    | GR   | Schwer         | vor Karl Döppel, Nürnberg u. Willi Müller, Köln                  |
| 1926 | 1.    | GR   | Schwer         | vor Ferdinand Muß, Dortmund-Hörde u. Georg Baumann, München      |
| 1928 | 1.    | GR   | Schwer         | vor Karl Kurbjuhn, Essen u. Schütz, Dortmund                     |
| 1929 | 1.    | GR   | Schwer         | vor Jakob Köpf, Stuttgart u. Heinrich Lämmermann, Nürnberg       |
| 1930 | 1.    | GR   | Schwer         | vor Ferdinand Muß u. Buchner, Koblenz                            |
| 1931 | 2.    | GR   | Schwer         | hinter Willi Müller, vor Eugen Lägerler, Stuttgart-Untertürkheim |
| 1932 | 3.    | GR   | Schwer         | hinter Willi Müller u. Kurt Hornfischer, Nürnberg                |
| 1933 | 3.    | GR   | Schwer         | hinter Kurt Hornfischer u. W. Kolb, Schifferstadt                |
| 1935 | 2.    | GR   | Schwer         | hinter Kurt Hornfischer u. vor Beu, Mülheim/Rhein                |
| 1935 | 2.    | F    | Schwer         | hinter Kurt Hornfischer, vor Luhrenberg, Mülheim/Ruhr            |
| 1936 | 1.    | GR   | Schwer         | vor Kurt Hornfischer u. Eugen Lägeler                            |
| 1936 | 3.    | F    | Schwer         | hinter Kurt Hornfischer u. Eugen Lägeler                         |
| 1937 | 1.    | GR   | Schwer         | vor Kurt Hornfischer u. Willi Liebern, Dortmund                  |

Außerdem wurde Georg Gehring mit der Staffel des SV Siegfried Ludwigshafen viermal deutscher Mannschaftsmeister (1937, 1938, 1940 u. 1941)
Erläuterungen
- OS = Olympische Spiele, EM = Europameisterschaften
- GR = griechisch-römischer Stil, F = freier Stil
- Schwergewicht, damals über 87 kg Körpergewicht